# 伊藤早紀
伊藤 早紀（いとう さき、1990年9月17日 - ）は、株式会社Parasolの代表取締役社長であり、マッチングアプリの総合メディア「マッチアップ」編集長兼紹介型マッチングサービス「ヒトオシ」の運営者。

## 略歴
名古屋市立向陽高等学校卒業、名古屋市立大学卒業。
中小の企業に就職した後に、株式会社リクルートコミュニケーションズに転職。
その後、株式会社Parasolに参画。
マッチングアプリ総合メディア「マッチアップ」や女性向け婚活メディア「婚活キューピッド」で編集長を務める。
また、2021年1月に毎月必ず2人と出会える、紹介型マッチングサービス「ヒトオシ」をリリース。
2022年6月には、株式会社Parasolの代表取締役社長に就任。

## 人物
リクルート時代、ナレッジ共有制度と呼ばれるリクルート社が開催するプレゼンでMVPを受賞したことがある。
HIU（堀江貴文イノベーション大学校）に入ったことがきっかけで「大好きな”恋愛”を仕事にする」ことを決意し、編集未経験ながらマッチアップ編集長となる。

## 出演

### テレビ
- ナカイの窓（日本テレビ、2019年1月30日放送）
- NEWSな2人（TBS、2019年2月8日・2月15日放送）
- それって!?実際どうなの課（中京テレビ、2019年4月11日放送）
- グッとラック!（TBS、2019年10月21日放送）
- 所さん！大変ですよ（NHK、2019年12月26日放送）
- じっくり聞いタロウ〜スター近況㊙報告〜（テレビ東京、2020年1月6日放送）[4]
- 今日感テレビ（RKB毎日放送、2020年2月13日放送）[5]
- 出川のWHY?（テレビ朝日、2020年3月13日放送）
- 有吉反省会（日本テレビ、2020年4月4日放送）
- 林先生の初耳学（MBS 2020年10月11日放送）
- 林先生の初耳学（MBS 2020年10月25日放送）
- 林先生の初耳学（MBS 2020年11月15日放送）

- 羽鳥慎一モーニングショー（テレビ朝日、2021年12月6日放送）
- サンデージャポン（TBS 2022年4月17日放送）
- 60秒で学べるNews（テレ東 2022年12月30日放送）
- AKB48サヨナラ毛利さん（日本テレビ 2023年2月2日放送）
- DayDay.（日テレ 2023年12月14日放送）

### Webテレビ
- AbemaPrime（AbemaTV、2018年8月7日）

### 雑誌
- smart 2019年3月号・2019年8月号（宝島社）
- 週刊SPA! 2019年7月9日号・2019年7月30日号（扶桑社）
- AERA dot. 2020年9月28日号（朝日新聞出版社）
- MORE 2020年11月号（講談社）
- JJ 2020年11月号（光文社）
- 美ST 12月号（光文社）

### 新聞
- 学生新聞

## 著書
- 出会い2.0 スマホ時代の「新」恋愛戦術（ゴマブックス、2018年10月、ISBN 978-4-8149-2030-3）